# Giovan Battista Martinetti
Giovan Battista Martinetti, talvolta ortografato Giovanni Battista Martinetti (Bironico, 24 dicembre 1764 – Bologna, 10 ottobre 1830), è stato un architetto e ingegnere svizzero-italiano, marito della contessa Cornelia Rossi di Lugo, animatrice di un celebre salotto letterario.

## Biografia
Originario del Canton Ticino, figlio del capomastro Giovanni Antonio Martinetti, Giovan Battista Martinetti raggiunse il padre a Bologna nel 1775 e vi frequentò l'Università, studiando architettura e ingegneria. Nel periodo napoleonico, in qualità di ingegnere capo della Prefettura, fu autore di numerosi progetti, quali la sistemazione del Pubblico Passeggio della Montagnola, del quartiere universitario e dell'Orto botanico.
Collaborò alla costruzione di edifici prestigiosi: Villa Aldini e Villa Ravone (poi Spada), il Teatro Contavalli, le Terme di Porretta. Suo fu anche il disegno in forme neoclassiche di un nuovo teatro e dei gabinetti d'anatomia dell'Università.
Non andarono in porto invece i suoi progetti per l'allargamento di Piazza dei Celestini e per l'innalzamento della colonna di Piazza della Pace.
Come ingegnere progettò arginature, ponti e strade, in particolare il nuovo tracciato di fondovalle della strada Porrettana, strada nell'Appennino tosco-emiliano che collegava Bologna a Firenze, completato dopo la sua morte.
Dal 1818 si trasferì a Roma, dove ottenne numerosi incarichi e fece parte della Congregazione di Acque e Strade: costruì il macello pubblico presso il Foro Flaminio e si occupò della bonifica dell'Agro Pontino.
Giovan Battista Martinetti morì il 10 ottobre 1830 e fu sepolto nella Certosa di Bologna; per volere della moglie un monumento fu eretto in suo onore nella Loggia di ponente del Cimitero monumentale.
Fu membro dell'Accademia di Scienze, Lettere e Arti di Modena, dell'Accademia Clementina a Bologna e di quella di San Luca a Roma. A Bologna fu anche tra i soci fondatori della Società Agraria e membro della Società del Casino.